# Нишки инцидент
Нишки инцидент је назив за оружани сукоб између савезничких снага, Црвене армије и америчке авијације. Овај инцидент се догодио 7. новембра 1944. године, убрзо по ослобођању Ниша, у коме су биле смештене снаге Црвене армије и Народноослободилачке војске Југославије. Изненада је авијација Сједињених Америчких Држава напала град Ниш, а потом напала и колону возила Црвене армије која се кретала друмом Ниш-Алексинац.
Последице овог напада су неколико десетина мртвих и рањених међу војницима, али и међу цивилима. Материјална штета је такође била значајна. Убрзо је настала ваздушна борба и оборена су три америчка и три совјетска авиона. Званична верзија америчких војних власти је да је дошло до грешке и пријатељске ватре.

## После ослобођења Ниша
Ниш је ослобођен 14. октобра 1944. и у њему су смештене команде јединица НОВЈ и Црвене армије. Црвена армија се спремала за наставак напредовања ка Београду долином Мораве и већа количина војске и возила је премештана ка северу. На аеродрому у Нишу је присутна авијација 707. совјетског пука, а у Нишу је била команда 13. корпуса НОВЈ под командом пуковника Љубе Вучковића.
Међутим у то доба се приближавала 27-ма годишњица Октобарске социјалистичке револуције (назване по тада важећем месецу јулијанског календара) и за 7. новембар је планирана велика свечана парада која је требало да се одржи на градском тргу у Нишу и на коме је требало да учествују Мома Марковић, Бранко Поповић, високи совјетски официри, чланови бугарске, совјетске и енглеске војне мисије. Обзиром да се тек ослободио Ниш и да су биле присутне многе војне јединице, планирана је војна парада. Говори истакнутих политичара су одржани, али парада није одржана до краја како је планирано.

## Напади и бомбардовање
Према сведочењу комесара града Ниша Бранка Поповића, током параде су се над градским тргом појавили непознати ловци и почели да митраљирају. Претпоставило се да је грешка, па један руски авион полетео са аеродрома, долетео близу непознатог авиона, окренуо крила и показао петокраку. Руски авион је измитраљиран и он је пао, пилот је погинуо. Тада узлећу други совјетски авиони и настаје потера на небу.
Дугачка колона моторних возила Црвене армије, 6. гардијског стрељачког корпуса, се кретала у правцу Алексинца када је два пута надлетела група од по 12 авиона ловаца. Црвеноармејци су препознали америчке авионе и махали су црвеним заставама и белим пешкирима, међутим авиони су изненада почели да митраљирају колону и прве бомбе падају око 12 и 25. Колона је убрзо била прекривена густим димом и пламеном. У командном возилу је убијен генерал Котов, командант корпуса, а погинули су и мајор Наумов, начелник штаба корпуса, и мајор Назаров, помоћник начелника. Укупно 32 мртва и 37 рањених црвеноармејаца.
Поред совјетских жртава било је погинулих и међу припадницима Народно-ослободилачке војске Југославије. Возило штаба 47. српске дивизије је нападнуто на путу Ниш-Сталаћ и погинуо је возач. Командант дивизије и заменик су преживели. Касније је у извештају XIII корпусу НОВЈ пријављено уништавање локомотиве на прузи и погибију железничара и рањавања двојице.

## Реакције на инцидент
Стаљин је за инцидент сазнао од генерала Антонова и упутио је писмо заповеднику савезничких ваздухопловних снага на Медитерану:
"Ја сам се спремао да честитам америчком председнику нови избор, а ви сте нам честитали 27 рођендан Великог октобра тако што сте нам убили 34 војника, 39 ранили и уништили 20 камиона."
За дан 8. новембра је Савезничка команда на Медитерану издала саопштење:
"Савезнички тешки бомбардери са база у Италији напали су током јучерашњег дана и по други пут узастопце немачке линије за повлачење из Грчке. Исто тако нападнут је главни друм у јужној Југославији који води из Митровице према Пријепољу и Сјеници."
Американци су издали саопштење да је дошло до грешке и да су пилоти летећи од Фође у Италији погрешили у навигацији и уместо долине Ибра којом су се кретале колоне немачке групе армија Е, летели више од сто километара одатле долином Мораве и ту грешком напали совјетску колону возила. Према њиховој верзији тада су совјетски пилоти у пријатељској размени ватре оборили 4 америчка ловца.
Совјетски званичници никад нису поверовали у ову причу, постоји сведочење руског пилота Бориса Смирнова да је у једној олупини америчког ловца пронађена мапа на којој је Ниш био означен као главна мета.

## Обележја погинулима
Погинули совјетски пилоти су сахрањени испред улаза у бивши нацистички логор, поред жичане ограде. Постављена је пирамидална плоча са уклесаним именима убрзо после догађаја и стојала је ту све до Титовог сукоба са Информбироом. После тога се уклањају многа обележја и споменици совјетским војницима, премештају се гробови са више места у централној Србији у Јагодину, тада су премештена тела совјетских пилота из Ниша у спомен костурницу.
Нормализацијом односа између Југославије и СССР се мења однос према споменицима совјетским војницима по Србији па се у Јагодини поставља плоча са именима погинулим војницима и официрима. Споменички комплекс у Јагодини је обновљен тек 2003. године, а споменик испред логора у Нишу је постављен 2015. године.
- Споменик страдалим црвеноармејцима у Нишу
- Комплекс у ком се налази споменик
- Натпис на споменику
- Подножје споменика
- Списак изгинулих црвеноармејаца